# Kirchenbezirk Crailsheim
Der Evangelische Kirchenbezirk Crailsheim war bis Ende 2023 einer von 44 Kirchenbezirken bzw. Kirchenkreisen der Evangelischen Landeskirche in Württemberg. Sein Gebiet war deckungsgleich mit dem Dekanat Crailsheim. Zum 1. Januar 2024 fusionierte er mit dem Kirchenbezirk Blaufelden zum Kirchenbezirk Crailsheim-Blaufelden.

## Geografie
Der Kirchenbezirk Crailsheim lag im Norden der württembergischen Landeskirche. Sein Gebiet umfasste den Südosten des Landkreises Schwäbisch Hall, also das Gebiet der politischen Städte und Gemeinden Crailsheim, Fichtenau, Frankenhardt, Kreßberg, Satteldorf und Stimpfach sowie die Gemeinde Jagstzell, den Großteil der Gemeinde Rosenberg und einige Weiler der Gemeinde Ellenberg (alle Ostalbkreis).

### Nachbarkirchenbezirke
Der Kirchenbezirk Crailsheim grenzte im Süden an den Kirchenbezirk Aalen (Prälatur Ulm), im Westen an die Kirchenbezirke Gaildorf und Schwäbisch Hall und im Norden an den Kirchenbezirk Blaufelden (alle Prälatur Heilbronn). Im Osten hatte er eine Grenze mit der Evangelisch-Lutherischen Kirche in Bayern.

## Geschichte

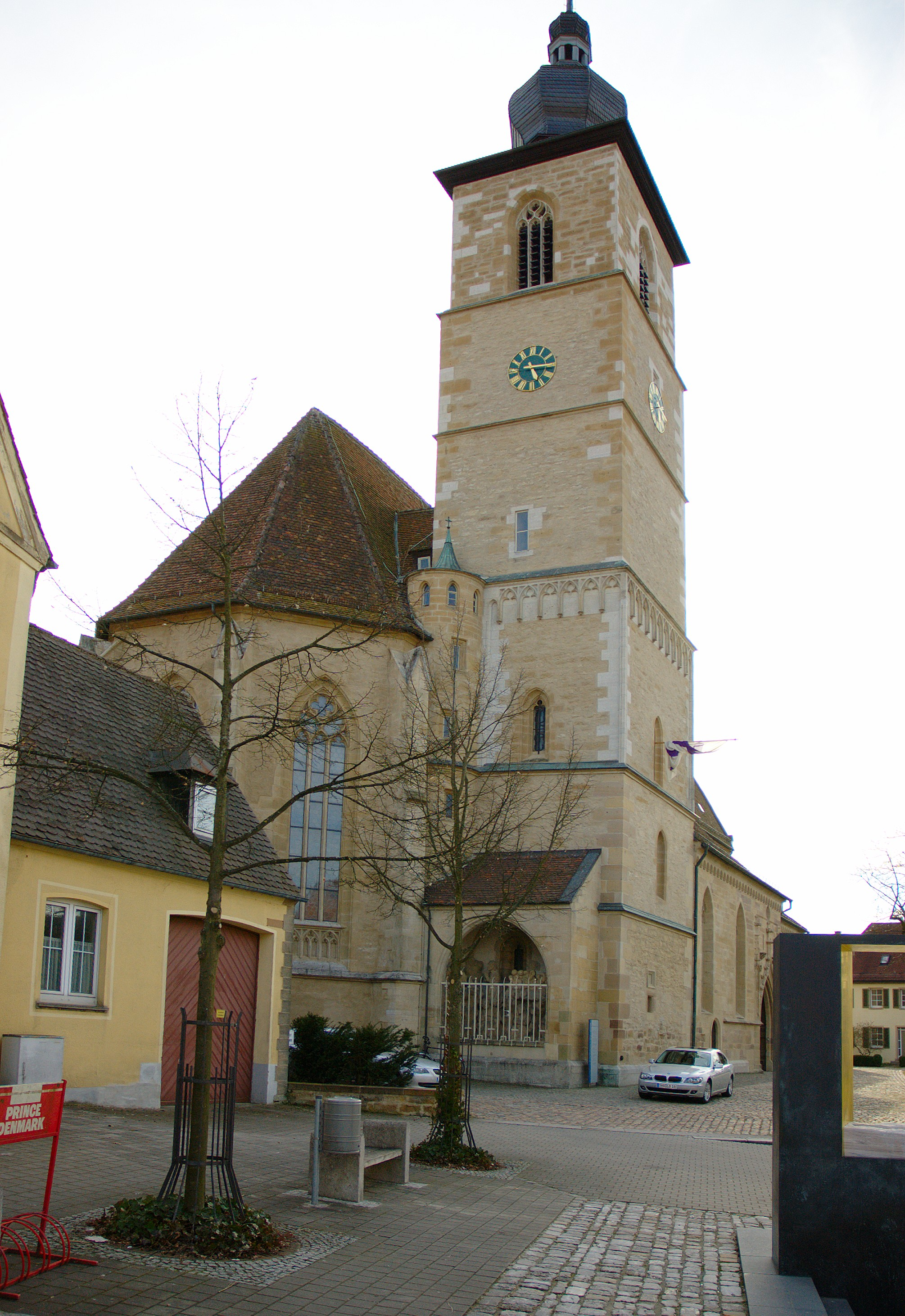
Evang. Johanneskirche Crailsheim

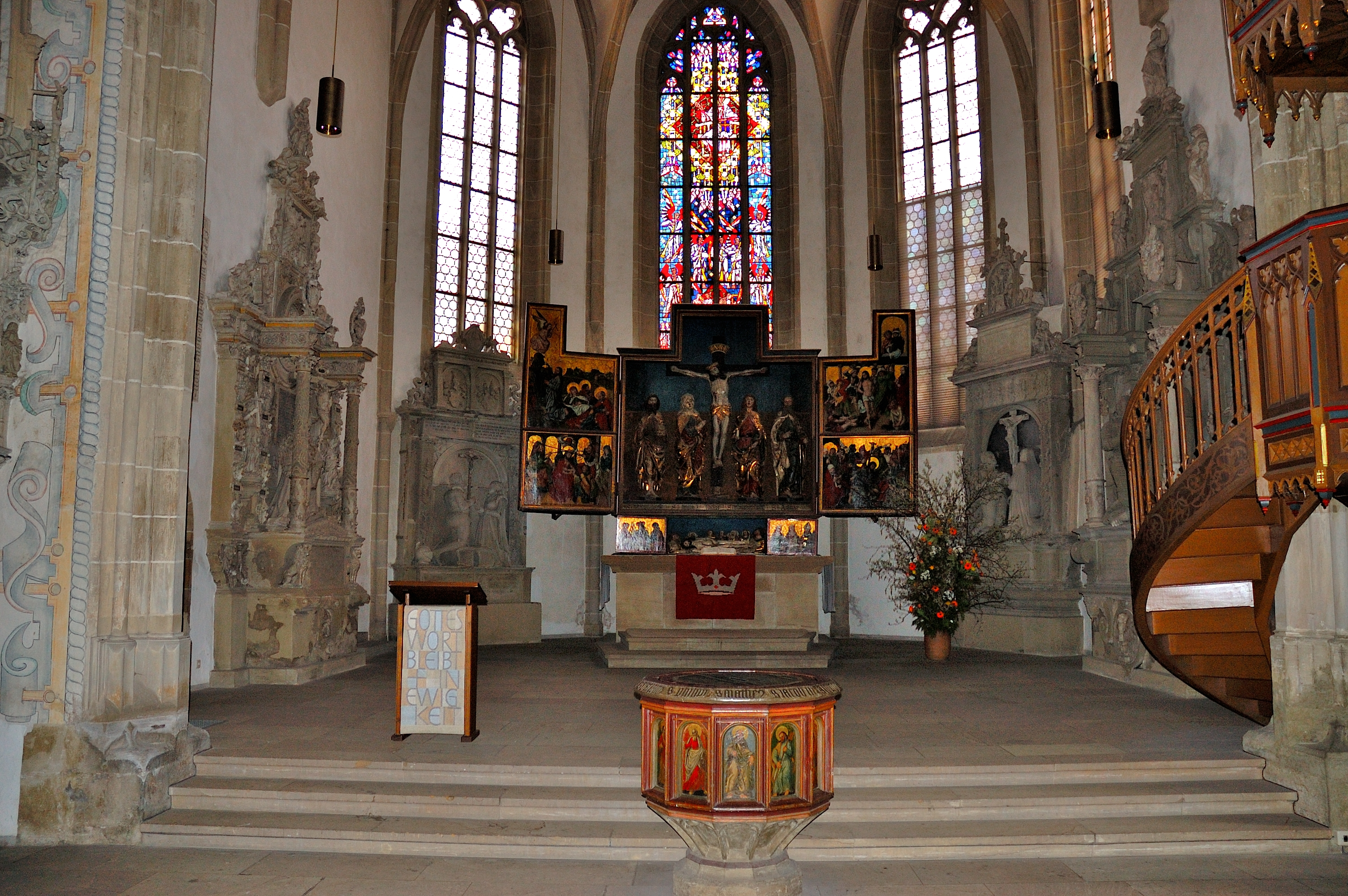
Evang. Johanneskirche Crailsheim – Innenansicht

Das Gebiet des heutigen Dekanats bzw. Kirchenbezirks Crailsheim gehörte vor 1803 überwiegend zur Markgrafschaft Ansbach, die 1791 preußisch wurde. Einige Orte gehörten auch zur Reichsstadt Schwäbisch Hall. Die Landesherren führten früh die Reformation ein, so dass das Gebiet überwiegend evangelisch geprägt ist. Crailsheim wurde schon bald nach der Reformation Sitz eines ansbachischen Dekanats. Nach dem Übergang an Württemberg wurde die Stadt 1810 Sitz eines württembergischen Dekanats, das zunächst zum Generalat Ulm, 1823 zum Generalat Schwäbisch Hall gehörte. Nach dessen Auflösung 1913 kam es zum Generalat Heilbronn, aus der die heutige Prälatur Heilbronn hervorging. Das Amt des Dekans war schon von alters her mit dem Pfarramt an der Stadtkirche Crailsheim verbunden.

## Leitung des Kirchenbezirks
Die Leitung des Kirchenbezirks oblag der Bezirkssynode, dem Kirchenbezirksausschuss (KBA) und dem Dekan. Die letzte Dekanin war seit 2017 Friederike Wagner (als Nachfolgerin von Winfried Dalferth, der zugleich einer der Pfarrer an der Johanneskirche in Crailsheim war).

### Dekane des Kirchenbezirks
- 1779–1811: Johann Jakob Wilhelm Voigt, bis 1810 Konsistorialrat bzw. Distriktdekan unter ansbachischem bzw. bayerischem Regiment
- 1811–1827: Johann Heinrich August Welsch
- 1828–1850: Johann Christian Speier
- 1851–1862: Hermann Adolf von Stock (1809–1871)
- 1862–1867: Ferdinand Gustav Ludwig Georg Ernst Keerl
- 1867–1871: Carl Christian Gottlieb von Burk (1827–1904)
- 1871–1890: Gottlieb Heinrich Beckh
- 1890–1902: Karl Christian Hole (1837–1903)
- 1903–1926: Christian Friedrich Hummel (1861–1946)
- 1926–1931: Adolf Dörrfuß (1875–1948)
- 1932–1950: Otto Matthes (1880–1961)
- 1950–1969: Hans Pfähler (1902–1982)
- 1969–1981: Hans Lachenmann (1927–2016)
- 1982–1993: Theo Engels (1929–)
- 1993–2008: Peter Pfitzenmaier (* 1942)
- Seit 2008: Winfried Dalferth (1953–2021)
- Seit 2017: Friederike Wagner (* 1959)

## Kirchengemeinden
Im Kirchenbezirk Crailsheim gab es insgesamt 30 Kirchengemeinden. Davon haben sich vier Kirchengemeinden zu insgesamt zwei Gesamtkirchengemeinden zusammengeschlossen, bleiben aber weiterhin selbständige Körperschaften des öffentlichen Rechts. Die jeweils in Klammern hinter dem Namen der Kirchengemeinde angegebenen Gemeindegliederzahlen beziehen sich auf das Jahr 2005 und sind gerundet.
Das Gebiet des Kirchenbezirks Crailsheim gehörte überwiegend zur Markgrafschaft Ansbach. Die Landesherren führten früh die Reformation ein. Daher ist das Gebiet überwiegend evangelisch geprägt. Es gibt daher fast in jedem Dorf auch eine evangelische Kirchengemeinde und eine meist alte Kirche. In den meisten Orten zogen Katholiken überwiegend erst nach dem Zweiten Weltkrieg zu.

### Kirchengemeinde Altenmünster
Die Kirchengemeinde Altenmünster (ca. 2.550) umfasst den Stadtteil Altenmünster der Stadt Crailsheim. Altenmünster war bis 1940 ein Wohnplatz der Gemeinde Ingersheim und wurde mit dieser nach Crailsheim eingemeindet. Ein Pfarrer wird im Altenmünster bereits 1285 erwähnt. Über Ellwangen kam das Patronat an Hohenlohe. 1444 wurde eine Kirche erbaut. Sie wurde 1730 abgebrochen und bis 1731 durch die heutige Peter-und-Paul-Kirche ersetzt. Der Rechtecksaal mit Westturm erhielt 1752 eine Orgel von Johann Georg Allgeyer d. J. aus Hofen. Durch starken Zuwachs in den 1950er und 1960er Jahren wurde die Peter-und-Paul-Kirche zu klein, so dass 1973 eine weitere Kirche, die Friedenskirche erbaut wurde. Danach war die „alte Kirche“ lange Zeit fast ungenutzt. Sie konnte jedoch von 1993 bis 1996 außen und innen zu renoviert werden. Seither dient sie Trauungen, kleineren Gottesdiensten und dem samstäglichen Friedensgebet.
Die Friedenskirche ist heute Mittelpunkt der Gemeinde. Dabei handelt es sich um ein geräumiges Gemeindezentrum mit integrierter Kirche. Die Kirche hat eine neue Orgel der Firma Mühleisen aus Leonberg, die am 28. Mai 2000 eingeweiht wurde.
Bis 1953 gehörte auch der Wohnplatz Rotmühle zur Kirchengemeinde Altenmünster. Durch Bekanntmachung des Oberkirchenrats vom 14. April 1953 wurde dieser der Kirchengemeinde Ingersheim zugeordnet.

### Kirchengemeinde Bernhardsweiler
Die Kirchengemeinde Bernhardsweiler (ca. 140) umfasst den Wohnplatz Bernhardsweiler des Ortsteils Lautenbach der Gemeinde Fichtenau. Bernhardsweiler gehörte kirchlich zunächst zu Weidelbach. Eine Wallfahrtskirche St. Anna wurde ab 1511 erbaut, wurde aber nach der Reformation nie fertiggestellt. Vollendet wurde nur der Turm, der Chor ohne Gewölbe und die spätgotischen Maßwerkfenster, so dass der angefangene Bau behelfsmäßig fertiggestellt und der Triumphbogen zugemauert wurde. Ab 1749 fanden jährlich zwei Gottesdienste statt. 1811 wurde die Kirche Filialkapelle von Wildenstein und ab 1892, nachdem die Inneneinrichtung verbessert wurde, fanden alle zwei Wochen Gottesdienste statt. Ab 1922 versah ein Vikar seinen Dienst in Bernhardsweiler, so dass jeden Sonntag Gottesdienst gefeiert werden konnte. Die Kirchengemeinde Bernhardsweiler wurde bis September 2005 vom Pfarramt Wildenstein seither vom Pfarramt Unterdeufstetten betreut.

### Kirchengemeinde Bronnholzheim
Die Kirchengemeinde Bronnholzheim (ca. 200) umfasst den Weiler Bronnholzheim des Ortsteils Gröningen der Gemeinde Satteldorf. Eine Kapelle zu Unserer Lieben Frau wurde 1492 erstmals erwähnt. Sie war stets Filiale von Gröningen, bildet jedoch eine eigene Kirchengemeinde. Die Chorturmanlage des 15. Jahrhunderts hat ein Kreuzrippengewölbe und einen Turm, der 1709 zum Teil erneuert wurde. Das Schiff wurde 1759 erbaut. Die Kirchengemeinde Bronnholzheim wird bis heute vom Pfarramt Gröningen betreut.

### Gesamtkirchengemeinde Crailsheim
Die Gesamtkirchengemeinde Crailsheim (ca. 8.400) umfasst die Kernstadt von Crailsheim. Sie wurde mit Wirkung vom 5. Dezember 1971 gebildet, als die bis dahin alleinige Kirchengemeinde Crailsheim in die beiden Kirchengemeinden Johanneskirchengemeinde Crailsheim und Christuskirchengemeinde Crailsheim aufgeteilt und diese wiederum in der Gesamtkirchengemeinde Crailsheim zusammengeschlossen wurden. Das Kultusministerium hatte mit Schreiben vom 8. Juli 1971 die Gesamtkirchengemeinde sowie die beiden Teilkirchengemeinden als Körperschaften des öffentlichen Rechts anerkannt.

#### Christuskirchengemeinde Crailsheim
Die Christuskirchengemeinde Crailsheim (ca. 2.800) umfasst den westlichen Teil der Kernstadt von Crailsheim, also die Stadtteile bzw. Wohngebiete Roter Buck und Sauerbrunnen. Die Christuskirchengemeinde hat zwei Kirchen mit je einer eigenen Pfarrstelle und somit auch zwei Pfarrbezirke, die Christuskirche im Sauerbrunnen und die Paul-Gerhardt-Kirche im Roten Buck. Die beiden Kirchen wurden nach dem Zweiten Weltkrieg für die rasch wachsende Zahl der Evangelischen der Kernstadt als weitere Kirchen nach der alten Johanneskirche erbaut. Als selbständige Kirchengemeinde entstand die Christuskirchengemeinde dann mit Wirkung vom 5. Dezember 1971 durch Aufteilung der damaligen alleinigen Kirchengemeinde Crailsheim. Die Christuskirchengemeinde ist Träger von zwei Kindergärten.

#### Johanneskirchengemeinde Crailsheim

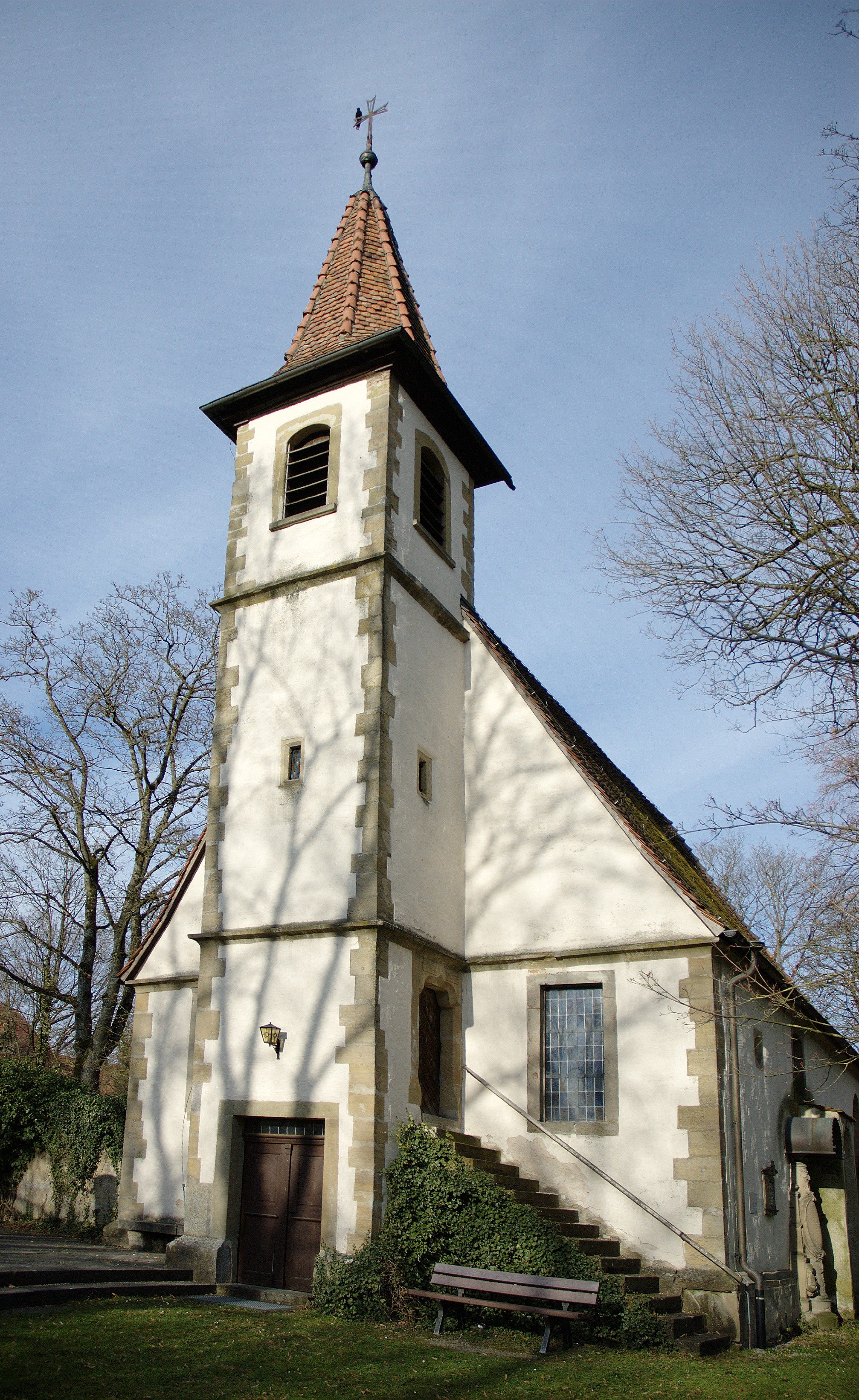
Friedhofskapelle Crailsheim

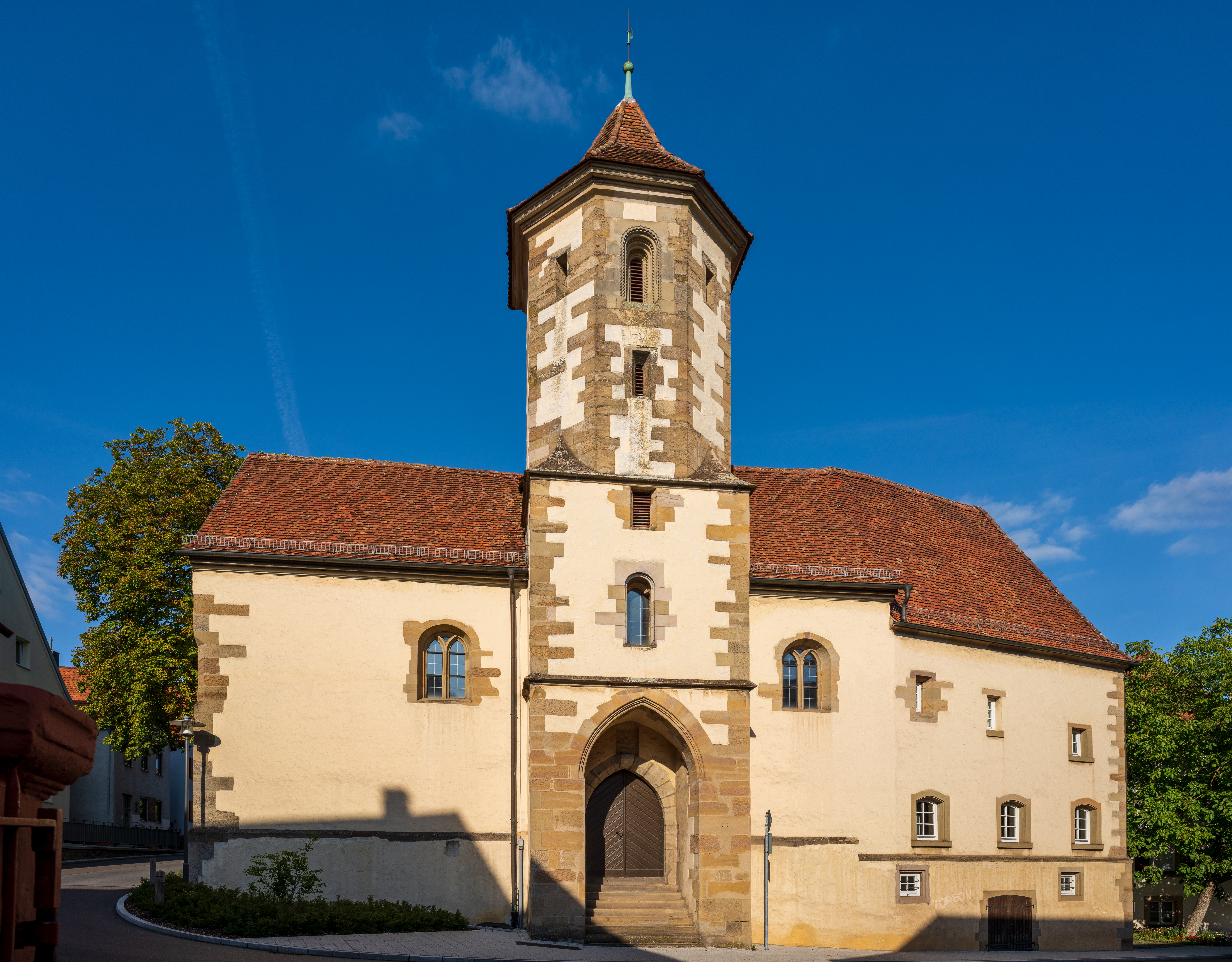
Spitalkapelle Crailsheim

Die Johanneskirchengemeinde Crailsheim (ca. 5.800) umfasst den überwiegenden Teil der Kernstadt von Crailsheim. Die Johanneskirche bestand wahrscheinlich bereits um 1170 und war für ein größeres Umland zuständig. 1285 wird erstmals ein Pfarrer erwähnt. Von Würzburg ging das Patronatsrecht 1348 auf Hohenlohe über. Seit dem 13. Jahrhundert wurden mehrere Pfarreien von Crailsheim abgetrennt. Zur Johanneskirche gehörten mehrere Kapellen, von denen nur noch die Gottesackerkapelle auf dem Friedhof vorhanden ist. Ferner wurde die Kapelle zu Unserer Lieben Frau wieder aufgebaut. Sie wurde 1393 erbaut und 1728 verändert. Nach der Reformation wurde die Johanneskirche Sitz eines ansbachischen Dekanats. Die heutige Stadtkirche ist eine spätgotische dreischiffige Anlage nach dem Vorbild der Kirchen der Bettelorden. Sie wurde 1440 geweiht. Der Turm stammt von 1399, die welsche Haube mit Laterne von 1645. Der Chor wurde bereits auf Wölbung angelegt, jedoch erst 1852 in Holz ausgeführt. Im Zweiten Weltkrieg wurde die Kirche zum Teil zerstört, danach aber wieder aufgebaut. Sie besitzt mehrere Grabmäler des Adels. Zur Johanneskirchengemeinde gehört auch das Johannesgemeindehaus am Kirchplatz und das Kreuzberg-Gemeindehaus an der Kurt-Schumacher-Straße. In der Johanneskirchengemeinde gibt es heute vier Pfarrämter, von denen das Pfarramt I vom Dekan geleitet wird. Mit Wirkung vom 5. Dezember 1971 wurde die damalige Kirchengemeinde Crailsheim aufgeteilt und so entstand die heutige Johanneskirchengemeinde.
Mit Wirkung vom 1. Januar 1980 wurden die evangelischen Bewohner von Alexandersreut von der Johanneskirchengemeinde abgetrennt und der Kirchengemeinde Ingersheim zugeordnet.

### Kirchengemeinde Ellrichshausen
Die Kirchengemeinde Ellrichshausen (ca. 800) umfasst den Ortsteil Ellrichshausen mit den zugehörigen Weilern Beeghof, Birkelbach, Gersbach, Horschhausen, Rockhalden, Simonsberg und Volkershausen der Gemeinde Satteldorf. Dabei war die kirchliche Zugehörigkeit einiger Weiler in früheren Jahrhunderten oft umstritten. Eine Pfarrei wird in Ellrichshausen erstmals 1240 erwähnt und seit 1285 ist auch ein Pfarrer urkundlich erfasst. Das Patronat der Kirche gelangte über die Seinsheim an das Frauenkloster Rothenburg und schließlich an Ansbach. Die heutige Johanneskirche wurde 1563 neu erbaut, 1592 verändert und 1749 völlig umgestaltet in eine Saalkirche. Dabei erhielt der Turm ein Achteckgeschoss. Nach mehreren Renovierungen (1929, 1971) erhielt die Kirche in den 1980er Jahren ihr heutiges Aussehen. Die Orgel wurde wahrscheinlich 1711 erbaut und 1836 umgebaut. Eine 1418 erwähnte St. Ulrichskapelle auf dem Friedhof wurde 1563 abgebrochen. Sie könnte evtl. die vorherige Pfarrkirche Ellrichshausens gewesen sein.

### Kirchengemeinde Goldbach
Die Kirchengemeinde Goldbach (ca. 660) umfasst den Stadtteil Goldbach der Stadt Crailsheim. Eine Kapelle St. Mauritius ist seit dem 15. Jahrhundert bezeugt. Sie wurde wohl vom Stift St. Moritz errichtet und war bis zur Reformation Kaplanei von Crailsheim. Ende des 16. Jahrhunderts wurde sie zur eigenen Pfarrei erhoben. Die heutige Pfarrkirche St. Mauritius wurde 1725 auf den Fundamenten der Vorgängerkirche erbaut. Im Innern sind Epitaphen und Totenschilder des ehemaligen Ortsadels Geyer zu Giebelstadt-Reinsbronn–Goldbach sowie eine Erinnerungstafel der Pfarrerfamilie Kleindrettlein aus der Reformationszeit und ein erhaltenes Bildnis des Amtmanns Gottfried von Behringer zu finden. Ebenfalls im Chor befindet sich ein eindrucksvolles Passionsfenster aus neuerer Zeit sowie ein Terrakotta Kruzifix aus dem Anfang des 18. Jahrhunderts am Altar. Die Kirche wurde im Zweiten Weltkrieg stark beschädigt, danach aber wieder aufgebaut. Das Pfarrhaus bei der Kirche stammt aus der Mitte des 19. Jahrhunderts und wurde 1994 renoviert. Die ehemalige Pfarrscheuer wurde Anfang der 1990er Jahre abgebrochen und an ihrer Stelle 1992 das Mauritiusgemeindehaus mit Räumen für die Gemeindearbeit erbaut.

### Kirchengemeinde Gröningen
Die Kirchengemeinde Gröningen (ca. 1.000) umfasst den Ortsteil Gröningen mit den meisten zugehörigen Weilern der Gemeinde Satteldorf. Ein Pfarrer ist bereits 1285 erstmals genannt, eine Pfarrei St. Kilian taucht dann 1493 erstmals auf. Zur Pfarrei gehörten auch einige Nachbarweiler, die aber später teilweise auch zu anderen Pfarreien gehörten. Die Pfarrkirche steht auf einem ummauerten ehemaligen Friedhof. Es ist eine spätromanische Chorturmanlage mit spätgotischem Kreuzrippengewölbe. Das Schiff wurde 1710 bis 1716 erweitert und der Turm umgebaut. 1961 wurde die Kirche renoviert. Das Pfarramt Gröningen betreut auch die Nachbarkirchengemeinde Bronnholzheim.

### Gesamtkirchengemeinde Gründelhardt
Die Gesamtkirchengemeinde Gründelhardt (ca. 1.230) umfasst den Ortsteil Gründelhardt mit allen zugehörigen Weilern der Gemeinde Frankenhardt. Die Gesamtkirchengemeinde besteht aus den beiden nachfolgenden Kirchengemeinden Gründelhardt und Spaichbühl.

#### Kirchengemeinde Gründelhardt
Die Kirchengemeinde Gründelhardt (ca. 1170) umfasst den Ortsteil Gründelhardt mit den meisten zugehörigen Weilern (außer Spaichbühl) der Gemeinde Frankenhardt. Kirchlich gehörte Gründelhardt zunächst zu Honhardt. Seit 1285 hat der Ort jedoch eine eigene Pfarrei. Über Ellwangen und Kirchberg gelangte das Patronat der Kirche an die Herren von Vellberg, durch welche 1556 die Reformation eingeführt wurde. Nach deren Aussterben fiel das Patronatsrecht zwar wieder an Ellwangen, doch blieb der evangelische Glaube bestehen, zumal inzwischen die meisten Rechte ansbachisch waren. Von der heutigen Pfarrkirche, ursprünglich nach dem Märtyrer Laurentius benannt, stammen Turm und Chor noch aus dem Mittelalter, während das Kirchenschiff 1723 im Ansbacher Barockstil erbaut wurde.
Von der Kirchengemeinde Gründelhardt wird auch die St.-Lukas-Kapelle in Hellmannshofen teilweise genutzt, obwohl sie sich im Besitz der bürgerlichen Gemeinde befindet. Die erstmals 1520 erwähnte Kapelle ist wohl älter, wurde aber später profaniert. Im 20. Jahrhundert wurde sie restauriert und steht nun für verschiedene Anlässe zur Verfügung. Als besondere Ausstattung verfügt die Kapelle über eine alte Pesttruhe aus dem Dreißigjährigen Krieg.
Das Pfarramt Gründelhardt betreut auch die Filialkirchengemeinde Spaichbühl.

#### Kirchengemeinde Spaichbühl
Die Kirchengemeinde Spaichbühl (ca. 60) umfasst den Wohnplatz Spaichbühl des Ortsteils Gründelhardt der Gemeinde Frankenhardt. Sie ist eine der kleinsten Kirchengemeinden der württembergischen Landeskirche. Die Kapelle St. Dionysius, St. Peter und Paul in Spaichbühl soll von zwei Edelfräulein aus Stimpfach gestiftet worden sein. Sie steht mitten im Ort und ist von einem kleinen Friedhof umgeben. Im Innern befand sich bis Anfang des 20. Jahrhunderts ein Flügelaltar mit geschnitztem Bild von Maria mit dem Kind. Dieser wurde von der Gemeinde verkauft. Sehenswert ist die nach Westen hin ausgerichtete Sonnenuhr. Die Kapelle wurde vor einigen Jahren durch einen Blitzschlag stark beschädigt, danach aber wieder hergerichtet.

### Kirchengemeinde Honhardt
Die Kirchengemeinde Honardt (ca. 1.700) umfasst den Ortsteil Honhardt sowie die zugehörigen Weiler der Gemeinde Frankenhardt und einige Wohnplätze der Gemeinde Stimpfach. Die Peter-und-Pauls-Kirche im alten Ortskern Honardts wurde 1285 erstmals erwähnt als die Hohenloher das Patronat dem Stift Möckmühl schenkten. Sie ist aber wohl älter, während das Patronat Peter und Pauls erst 1360 nachweisbar ist. Württemberg führte die Reformation ein und verkaufte das Patronatsrecht 1615 an die Reichsstadt Schwäbisch Hall, die Honhardt zum Mittelpunkt eines großen Pfarrsprengels machte. Teilweise gehörten 36 Filialorte zu Honardt (so bildete u. a. Hummelsweiler früher mit Honhardt die Gesamtkirchengemeinde Honhardt). Politisch war Honhardt zwischen Schwäbisch Hall und Ansbach aufgeteilt. Aus der alten romanischen Kirche wurde 1758/59 die Kirche in ihrer heutigen Form umgebaut. Architekt war der markgräfliche Hofbaumeisters von Brandenburg Ansbach Johann David Steingruber. Vom Vorgängerbau blieb nur der untere Teil des Turms erhalten, der in zwei Stockwerken übereinander zwei Sakristeien enthält. Der Innenraum der Kirche ist schlicht gehalten. Neben der Altarwand sind zwei Wandmalereien angebracht mit den Symbolen der Apostel: links Petrus – Schild mit Schlüsseln, darüber ein Hahn und unten angedeuteten Wellen – rechts Paulus – Schild mit Kreuz, Schlange und Schwert. Die Malerei an der Decke zeigt ein Kreuz in dessen vier Winkeln die Symbole der Evangelisten Matthäus, Markus, Lukas und Johannes zu sehen sind. Im vorderen Teil der Kirche stehen links und rechts je eine Figur aus Stein und Holz gefertigt, die 1763 von einem Gemeindeglied gestiftet wurden. Die Kirche ist umgeben vom Pfarrhaus aus dem Jahr 1645, dem ehemaligen Wasserschloss (um 1027), dem Gasthof zum Rössle (1529) sowie dem Rat- und Schulhaus.
Als Besonderheit wird in der Kirchengemeinde Honardt bis heute noch jährlich der Hagelfeiertag begangen.

### Kirchengemeinde Hummelsweiler
Die Kirchengemeinde Hummelsweiler (ca. 650) umfasst nahezu die gesamte Gemeinde Rosenberg im Ostalbkreis sowie den Wohnplatz Gauchshausen der Gemeinde Frankenhardt, Landkreis Schwäbisch Hall. Dabei wurde der Weiler Hohenberg durch Bekanntmachung des Oberkirchenrats vom 4. März 1933 von der Kirchengemeinde Adelmannsfelden (Kirchenbezirk Aalen) in die Kirchengemeinde Hummelsweiler umgegliedert. Hummelsweiler ist die einzige Kirchengemeinde im Dekanat Crailsheim, die zum Ostalbkreis gehört.
Die Gemeinde Rosenberg und die meisten ihrer zugehörigen Weiler blieben als Besitzung Ellwangens nach der Reformation katholisch. Lediglich der Ortsteil Hummelsweiler wurde infolge der Zugehörigkeit zur Reichsstadt Schwäbisch Hall nach der Reformation evangelisch. In die anderen Orte der Gemeinde Rosenberg zogen überwiegend erst nach dem Zweiten Weltkrieg Protestanten zu. Diese wurden der Kirchengemeinde Hummelsweiler zugeordnet. In Hummelweiler befindet sich die 1767 erbaute Kirche und das Gemeindehaus, welches im Alten Schulhaus untergebracht ist. Einige Wohnplätze der Gemeinde Rosenberg gehören kirchlich zu Adelmannsfelden.
Hummelsweiler bildete früher mit der Kirchengemeinde Honhardt die Gesamtkirchengemeinde Honhardt.

### Kirchengemeinde Ingersheim
Die Kirchengemeinde Ingersheim (ca. 1.000) umfasst den Stadtteil Ingersheim und dem zum Stadtteil Jagstheim gehörigen Wohnplatz Alexandersreut der Stadt Crailsheim, welcher jedoch erst mit Wirkung vom 1. Januar 1980 von der Johanneskirchengemeinde abgetrennt und der Kirchengemeinde Ingersheim zugeordnet wurde. Ferner gehört durch Bekanntmachung des Oberkirchenrats vom 14. April 1953 der Wohnplatz Rotmühle zur Kirchengemeinde, der bis dahin zur Kirchengemeinde Altenmünster gehörte. Kirchlich gehörte Ingersheim stets zu Crailsheim, doch wurde eine Kapelle, die den Heiligen Sixtus und Wolfgang geweiht war, bereits 1480 erstmals erwähnt. Sie wurde später zur Pfarrkirche erhoben. Der Kirchturm hat den typischen fränkischen Fachwerkaufsatz. Der Chor ist mit einem spätgotischen Rippengewölbe versehen. 1607 wurde die Kirche innen ausgemalt. 1819 erhielt sie ihre erste Orgel. 1960 bis 1962 wurde das alte Kirchenschiff mit der benachbarten Schule abgerissen und ein neues Kirchenschiff angebaut. Danach erhielt die Kirche den Namen Matthäuskirche. 1965 wurde eine neue Orgel eingebaut und 1993 wurde die Kirche innen und außen renoviert. Mit Wirkung vom 1. Januar 1980 wurden die Filialverhältnisse der Kirchengemeinde Ingersheim zur Johanneskirchengemeinde Crailsheim gelöst und die Kirchengemeinde Ingersheim zur selbständigen Kirchengemeinde erhoben.

### Kirchengemeinde Jagstheim
Die Kirchengemeinde Jagstheim (ca. 1.050) umfasst den Stadtteil Jagstheim mit den zugehörigen Weilern (ohne Alexandersreut) der Stadt Crailsheim. Kirchlich gehörte Jagstheim zunächst zu Crailsheim, doch ist bereits 1285 eine Nikolauskirche genannt. Diese wurde 1764 bis 1765 durch den heutigen Bau ersetzt. Der Turm war bereits 1719 mit einer Kuppel und Laterne versehen worden. Die Kirche besitzt Grabmäler der Herren von Ellrichshausen aus dem 16. Jahrhundert. 1898 wurde das Schiff um 4 Meter verlängert und die Kirche innen und außen renoviert. Im selben Jahr bekam die Kirche eine neue Orgel. Die letzte Renovierung wurde 1998 durchgeführt.

### Kirchengemeinde Leukershausen
Die Kirchengemeinde Leukershausen (ca. 720 Gemeindeglieder) umfasst den Ortsteil Leukershausen mit den zugehörigen Weilern Bergertshofen, Haselhof, Selgenstadt, Vötschenhof und Waidmannsberg der Gemeinde Kreßberg. Ein Pfarrer wird in Leukershausen bereits 1285 genannt. Das Patronatsrecht der Kirche Johannes Baptist besaß das Hochstift Würzburg. Dieses Recht wurde 1368 an das Hospital in Dinkelsbühl verliehen. Nach der 1534 eingeführten Reformation wurde der Pfarrer von Dinkelsbühl benannt und von Ansbach eingesetzt. An den Chorturm der alten Kirche vom Anfang des 15. Jahrhunderts wurde 1758 ein neues Schiff angebaut. Der Fachwerkaufsatz des Turmes wurde 1830 in massiver Bauweise erneuert. Im Chor befindet sich noch ein Kreuzrippengewölbe mit dem Wappen der Herren von Ellrichshausen. Den Altar ziert ein Holzrelief, welches Christus und die zwölf Apostel zeigt, aus dem Ende des 15. Jahrhunderts. Im Turm hängt ein vierstimmiges Geläut von welchem die älteste Glocke aus dem 14. Jahrhundert stammt.
Die Nikolauskapelle in Bergertshofen ist in Teilen noch romanischen Ursprungs. Sie wurde 1370 erstmals erwähnt. Der kleine Rechteckbau hat einen tonnengewölbten Ostchor. Ein Wandgemälde aus dem 15. Jahrhundert wurde 1950 aufgedeckt. Von einem ehem. Flügelaltar hat sich lediglich die Statue des Hl. Nikolaus aus der Zeit um 1520 erhalten. Heute ziert den Altar eine Holzschnitzerei mit Geburt, Kreuzigung und Auferstehung Christi, welche 1951 von Edelgarde vom Berge und Herrendorff geschaffen wurde.
Seit 1928 wird die Kirchengemeinde Leukershausen vom Pfarramt Mariäkappel betreut.

### Kirchengemeinde Lobenhausen
Die Kirchengemeinde Lobenhausen (ca. 100) umfasst den Wohnplatz Lobenhausen des Stadtteils Gaggstatt der Stadt Kirchberg an der Jagst. Gaggstatt selbst bildet eine eigene Kirchengemeinde innerhalb des Kirchenbezirks Blaufelden. Von der einstigen Burg auf dem Berg ist nur noch das kleine Kirchlein erhalten. Es wurde im romanischen Baustil um 1050/1200 erbaut und Johannes dem Täufer geweiht. Zunächst war sie Filiale von Lendsiedel. Nach der Reformation 1528 wurde sie Filiale von Triensbach. 1833 wurde die Johanneskirche renoviert. 1967 fand nochmals eine Renovierung statt. Zu dieser Zeit wurde auch in der Apsis im Chorraum eine Statue von Johannes dem Täufer, dem Namensgeber der Kirche, aufgestellt. Die Kirchengemeinde Lobenhausen wird bis heute vom Pfarramt Triensbach betreut.

### Kirchengemeinde Mariäkappel
Die Kirchengemeinde Mariäkappel (ca. 1.100) umfasst den Ortsteil Mariäkappel mit den zugehörigen Weilern der Gemeinde Kreßberg. Eine Kapelle zu Unserer Lieben Frau, 1366 erstmals erwähnt, gehörte zur Pfarrei. 1461 wurde sie zur Kaplanei und 1481 zur Pfarrei erhoben. Die heutige Kirche wurde 1480/81 erbaut. Das flachgedeckte Schiff wurde 1523 erneuert. Im Innern befindet sich ein Flügelaltar vom 16. Jahrhundert mit Schnitzbildern und Gemälden.
Das Pfarramt Mariäkappel betreut seit 1928 auch die Nachbarkirchengemeinde Leukershausen.

### Kirchengemeinde Marktlustenau
Die Kirchengemeinde Marktlustenau (ca. 800) umfasst den Ortsteil Marktlustenau mit den zugehörigen Weilern Ober- und Unterstelzhausen, Hohenkreßberg, Riegelbach, Halden, Tempelhof, Bräunersberg, Schönbronn und Gaisbühl der Gemeinde Kreßberg. Die Kirche St. Georg Marktlustenau wurde 1285 erstmals erwähnt. Zu ihr gehörte bis 1458 auch Waldtann. 1530 führten die Seckendorff die Reformation ein. Die Gegenreformation scheiterte größtenteils, führte aber zur Gründung einer katholischen Pfarrei, so dass die Kirche bis 1896 von beiden Gemeinden simultan genutzt wurde. Dann erbaute sich die katholische Gemeinde eine eigene St. Georgskirche. Die alte ursprünglich romanische Chorturmkirche im ehemaligen Kirchhof mit netzrippengewölbtem Chor dient seither allein der evangelischen Kirchengemeinde. Seit 1. April 2007 betreut das Pfarramt Marktlustenau auch die Nachbarkirchengemeinde Waldtann, nachdem das dortige Pfarramt aufgehoben wurde. Bereits seit März 2007 trägt das Pfarramt Marktlustenau den Doppelnamen Marktlustenau-Waldtann.

### Kirchengemeinde Oberspeltach
Die Kirchengemeinde Oberspeltach (ca. 550) umfasst den Ortsteil Oberspeltach mit den meisten zugehörigen Weilern der Gemeinde Frankenhardt. Einige gehören bis heute noch zur Kirchengemeinde Stöckenburg (Stadt Vellberg) im Kirchenbezirk Schwäbisch Hall. Steinehaig wurde jedoch durch Bekanntmachung des Oberkirchenrats vom 22. Januar 1931 von der Kirchengemeinde Stöckenburg getrennt und der Kirchengemeinde Oberspeltach angegliedert.
Kirchlich gehörte Oberspeltach zunächst zu Honhardt. Erst 1706 setzte die Stadt Schwäbisch Hall einen Vikar für Oberspeltach ein. 1801 wurde der Ort eine eigene Pfarrei, die aber noch bis 1819 mit Honhardt und dann noch bis 1860 mit Gründelhardt verbunden war. Die Pfarrkirche wurde im Zweiten Weltkrieg zerstört und in der Folgezeit wieder aufgebaut.

### Kirchengemeinde Onolzheim
Die Kirchengemeinde Onolzheim (ca. 1.150 Kirchenglieder) umfasst den Crailsheimer Stadtteil Onolzheim. Im Jahre 1404 wurden vom Würzburger Weihbischof Nikolaus Possek Chor und Altar einer Kapelle geweiht und 1415 mit einem Ablass begabt (der Ablassbrief des Bischofs von Damaskus befindet sich im Staatsarchiv Ludwigsburg). Die älteste Glocke der Marienkirche stammt aus dem Jahre 1475.
1476 wurde eine eigene Pfarrei errichtet, die aber erst nach der Reformation endgültig von Crailsheim getrennt wurde. 1754 wurde der Grundstein für das neue Kirchenschiff gelegt. Der ansbachische Landbaumeister David Steingruber fertigte den Plan. 1872 wurde das Kirchenschiff nochmals um 3,5 Meter verlängert.
Eine gründliche Renovierung erfuhr die Marienkirche im Jahre 1970: Die Ansbacher Kirchenwand mit Altar und Kanzel übereinander wurde aufgegeben. Die Turmseite erhielt eine Bretterwand, die Seitenempore wurde entfernt, und stattdessen eine neue Westempore erstellt, auf der die Orgel ihren Platz fand. 1995 wurde die Kirche außen und 2002 innen renoviert. Bei der Innenrenovierung war die gravierendste Änderung, dass die hölzerne Altarwand mit einem Gemälde „Auferstehung“ des Karlsruher Künstlers Thomas Gatzemeier auf eine Größe von 7,14 m mal 8,50 m (ca. 60 m²) versehen wurde. Mittelgang und neue Kanzel, Veränderung der beiden Eingänge, neue Beleuchtung waren weitere Punkte der Renovierung. Das Pfarrhaus der Kirchengemeinde wurde 1980 erbaut. Anstelle des alten Schulhauses und späteren Rathauses der Gemeinde Onolzheim entstand 1989 das jetzige Gemeindehaus der Kirchengemeinde.

### Kirchengemeinde Rechenberg
Die Kirchengemeinde Rechenberg (ca. 600) umfasst den Ortsteil Rechenberg und die zugehörigen Weiler sowie den Weiler Hörbühl der Gemeinde Stimpfach und die Gemeinde Jagstzell im Ostalbkreis. Kirchlich gehörte Rechenberg zunächst zu Stimpfach. 1501 ist eine Kapelle zum Heiligen Blut bezeugt, die aber später abging. Die Ortsherrschaft führte 1555 die Reformation ein und 1567 wurde eine eigene Pfarrei errichtet. Ellwangen hatte ursprünglich das Patronatsrecht, das 1608 als Lehen wieder an Ellwangen zurückfiel. Von dort wurde die Gegenreformation durchgeführt, die sich jedoch nicht völlig durchsetzen konnte. Die heutige evangelische Pfarrkirche wurde 1619/20 als Turmchoranlage erbaut. Der Turm hat ein Zwiebeldach. Die Innenausstattung stammt aus dem Jahr 1728.
In die katholische Nachbargemeinde Jagstzell zogen überwiegend erst nach dem Zweiten Weltkrieg auch evangelische Bewohner. Sie wurden der evangelischen Kirchengemeinde Rechenberg zugeordnet. 1964 wurde in Jagstzell eine eigene Kirche, die Christuskirche erbaut.

### Kirchengemeinde Roßfeld
Die Kirchengemeinde Roßfeld (ca. 1.100) umfasst den Stadtteil Roßfeld und die zugehörigen Weiler der Stadt Crailsheim. Die Kirche in Roßfeld ist wohl eine der ältesten Kirchen im Crailsheimer Raum, wenngleich sie erst 1285 erwähnt wird. Die Legende besagt, dass die Ritter, welche die Kirche besuchten, ihren Rossen währenddessen freien Lauf ließen, woher sich der Name des Ortes Roßfeld erklären soll. Der Kirchenpatron Martin ist erst seit dem Jahr 1337 bezeugt. Die Reformation wurde in Roßfeld bereits im Jahr 1533 eingeführt. Der damalige Pfarrer Johann Breitengrasser war auch einer der lokalen Anführer im Bauernkrieg. Die heutige Form erhielt die Martinskirche 1713/14. Damals wurde die Kanzel ist über dem Altar angeordnet. Die Orgel befindet sich jedoch gegenüber auf der Orgelempore. Der Kirchturm mit der heutigen Dachform wurde 1779 erbaut. 1991 wurde die Kirche renoviert. Der Taufstein im Innern der Kirche stammt aus dem Jahr 1617.
Neben der Kirche besitzt die Kirchengemeinde Roßfeld seit 2002 ein Gemeindehaus, das Martinshaus. Es beherbergt neben dem eigentlichen Gemeindesaal mit Küche auch einen Jugendraum und die Krankenpflegestation. Das drei Buntglasfenster im großen Saal stammen aus der ehemaligen amerikanischen Kirche auf dem Gebiet Hirtenwiesen.

### Kirchengemeinde Satteldorf
Die Kirchengemeinde Satteldorf (ca. 1.800) umfasst den Kernort und die zugehörigen Weiler der Gemeinde Satteldorf. Die Pfarrei in Satteldorf wird zum ersten Mal auf einer Kreuzzugsliste im Jahr 1285 erwähnt. Schon damals gehört der Ort zum Crailsheimer Kapitel (Dekanat), das damals Pfarreien diesseits und jenseits der heutigen württembergisch-bayerischen Grenze umfasst. Das Patronatsrecht für die örtliche Nikolauskirche wechselt mehrfach zwischen den Besitzern des hoch über der Jagst gelegenen Schlosses Burleswagen und der auf „niederem Felsen“ liegenden Burg Neidenfels. Der Burgbezirk Neidenfels bildet im Spätmittelalter eine nichtselbstständige Pfarrei, in deren Kapelle zur Hl. Mechthild bis 1500 ein Kaplan seine Dienste versieht. Später wird Neidenfels vom Satteldorfer Pfarrer betreut. Die Mechthildiskapelle wird Mitte des 19. Jahrhunderts wegen Baufälligkeit abgerissen. Neidenfels bildete jedoch eine eigenständige Kirchengemeinde, die erst durch Bekanntmachung des Oberkirchenrats vom 7. Januar 1925 mit der Kirchengemeinde Satteldorf vereinigt wurde.
1528 wird in Satteldorf die Reformation durch Markgraf Georg den Frommen eingeführt. Erster evangelischer Pfarrer am Ort ist Heinrich Reitheinz (1528–1535?), von dem es in den Visitationsakten heißt, seine „Predigt“ sei „arg baufällig“ gewesen. Die langjährigen rechtlichen Beziehungen zum Markgrafentum Ansbach-Brandenburg befördern eine lutherische Ausprägung der Reformation in Satteldorf und führen zu einem bilderfreundlichen Baustil der Nikolauskirche. Älteste bauliche Spuren des Gotteshauses führen bis ins 13. Jahrhundert zurück (Chorbereich). Die Kirche wurde mehrmals vergrößert (u. a. 1522) und erhielt ihre heutige barockisierte Gestalt im Jahr 1711. Damals wurde auch der Turm erhöht. Optisches Zentrum der Kirche ist ein Hochaltar aus dem Jahr 1726 von Schreiner Hörler. 1735 erhielt die Kirche die erste Orgel. Durch die napoleonische Neugliederung der Herrschaftsverhältnisse kommt Satteldorf Anfang des 19. Jahrhunderts zunächst unter bayerische (1806), später unter württembergische (1810) Oberhoheit. 1826 ging auch das Patronat von Graf Soden auf Rittergut Neidenfels auf den württembergischen Staat über. 1961 bis 1964 wurde die Kirche erneuert. Dabei erhielt sie ein neues Gestühl, eine Ölheizung, eine elektrische Turmuhr und eine neue Orgel im seitherigen „Käppele“. 1955 wurde die benachbarte Pfarrscheuer zum Gemeindehaus mit Schwestern- und Kindergärtnerinnenwohnungen umgebaut. Die Kirchengemeinde unterhielt damals auch einen Kindergarten, der seit 1980 im Schulgebäude untergebracht ist und sich seither in Trägerschaft der bürgerliche Gemeinde befindet.

### Kirchengemeinde Tiefenbach
Die Kirchengemeinde (ca. 880) umfasst den Stadtteil der Tiefenbach mit den zugehörigen Weilern der Stadt Crailsheim. Kirchlich gehörte der Ort zunächst zu Crailsheim. Doch hatte Tiefenbach bereits seit dem 14. Jahrhundert eine Kirche, die aus einer Kapelle zum heiligen St. Vitus, Modestus und Crescentia hervorging. Sie stand inmitten eines Friedhofs, von dem aber nur noch einige Grabsteine zu sehen sind. In den Jahren nach 1501 wurde die Kapelle durch einen Fachwerkaufbau erweitert. Im Jahr 1511 erhielt sie einen neuen Altar. Das Kirchenschiff wurde 1512 erbaut, erweitert durch zwei Seitenschiffe. 1718 wurde Tiefenbach eigene Pfarrei mit den Filialen Wollmershausen und Rüddern. Bereits 1707 war das Kirchenschiff erweitert worden. Erster Pfarrer war Nikolaus Andreas Frank. 1939 verbrachte der spätere württembergische Landesbischof Helmut Claß seine Vikariatszeit in Tiefenbach.

### Kirchengemeinde Triensbach
Die Kirchengemeinde Triensbach (ca. 500) umfasst den Stadtteil Triensbach mit den zugehörigen Weilern Erkenbrechtshausen, Saurach, Buch, Heinkenbusch, Weilershof und Rodäcker der Stadt Crailsheim, wobei Buch bis 1938 zur Kirchengemeinde Lendsiedel (damals Kirchenbezirk Langenburg, heute Blaufelden) gehörte und erst durch Bekanntmachung des Oberkirchenrats vom 11. März 1938 der Kirchengemeinde Triensbach zugeordnet wurde.
Eine Kapelle St. Andreas soll 1282 gestiftet worden sein. 1285 ist erstmals ein Pfarrer genannt. Das Patronat der Kirche besaßen die Flügelau. Kurzzeitig war der Ort auch Sitz einer Kaplanei der Pfarrei Lendsiedel. Seit der Reformation ist Triensbach wieder eigene Pfarrei. Die heutige Pfarrkirche hat einen kreuzrippengewölbten Chorturm und eine tonnengewölbte Sakristei. Das Schiff von 1725 ist spätbarock. Der Taufstein stammt noch aus dem Jahr 1595.
Das Pfarramt Triensbach betreut auch die Kirchengemeinde Lobenhausen.

### Kirchengemeinde Unterdeufstetten
Die Kirchengemeinde Unterdeufstetten (ca. 600) umfasst die Ortsteile Unterdeufstetten und Matzenbach mit den zugehörigen Weilern sowie den Weiler Buckenweiler der Gemeinde Fichtenau, ferner einige Weiler der Gemeinde Ellenberg im Ostalbkreis. Ober- und Unterdeufstetten gehörten kirchlich zunächst zu Segringen (heute zu Bayern gehörig), dessen Patronatsrechte nach der Reformation Öttingen innehatte. 1811 kamen die Gemeindeglieder zur Pfarrei Wildenstein. 1900 wurde in Unterdeufstetten eine eigene Pfarrei eingerichtet, zu der auch Matzenbach gehörte, obwohl dort bis 1924 noch eine eigenständige Kirchengemeinde bestand.
Seit 1830 wurden evangelische Gottesdienste in der neu erbauten katholischen Pfarrkirche zur Heiligen Dreifaltigkeit gehalten, die somit für mehrere Jahrzehnte simultan genutzt wurde. 1905 wurde durch Architekt Heinrich Dolmetsch eine eigene evangelische Kirche im Jugendstil erbaut. Sie wurde durch das evangelische Adelsgeschlecht der Familie von Seckendorff, das im Schloss Unterdeufstetten lebte, gestiftet.
Matzenbach war kirchlich zunächst Filiale von Ellenberg. Nach der Reformation gehörten die evangelischen Bewohner zur Pfarrei Segringen. Später wurden sie Rechenberg, dann Wildenstein und schließlich der Pfarrei Unterdeufstetten zugeordnet. Doch bildete Matzenbach eine eigene Kirchengemeinde, die mit der Kirchengemeinde Unterdeufstetten zur Gesamtkirchengemeinde Unterdeufstetten zusammengeschlossen war. Durch Bekanntmachung des Oberkirchenrats vom 5. Juli 1924 wurden beide Kirchengemeinde zur einfachen Kirchengemeinde Unterdeufstetten vereinigt und damit die Gesamtkirchengemeinde Unterdeufstetten aufgehoben.
Das Pfarramt Unterdeufstetten betreut seit September 2005 auch die Kirchengemeinde Bernhardsweiler, die zuvor vom Pfarramt Wildenstein betreut wurde.

### Kirchengemeinde Waldtann
Die Kirchengemeinde Waldtann (ca. 970) umfasst den Ortsteil Waldtann mit den Weilern Asbach, Bergbronn, Mistlau, Rötsweiler, Ruppersbach, Stegenhof und Vehlenberg der Gemeinde Kreßberg. 1385 wurde zum ersten Mal eine Kirche in Wandtann als Filiale von Marktlustenau erwähnt. 1457 wurde an der St. Ägidiuskapelle Waldtann eine eigene Pfarrei errichtet. Durch Ansbach wurde in den Jahren 1522 bis 1525 die Reformation eingeführt. Die Kirche mit rippenkreuzgewölbtem Turmchor überstand den Brand des Ortes während des Dreißigjährigen Krieges. Der Hochaltar mit Gemälden und Figuren stammt aus den Jahren um 1700. Die Kanzel ist barock, der Taufstein gotisch. Im Zweiten Weltkrieg wurde die Kirche durch Artilleriebeschuss beschädigt, dann aber wieder restauriert. Mit Wirkung vom 1. April 2007 wurde das Pfarramt Waldtann aufgehoben. Seither wird die Kirchengemeinde Waldtann vom Pfarramt Marktlustenau-Waldtann mit Sitz in Marktlustenau betreut.
Durch Bekanntmachung des Oberkirchenrats vom 12. Januar 1956 gab es einen kleinen Gebietsaustausch der Kirchengemeinde Waldtann zugunsten der benachbarten Kirchengemeinde Westgartshausen.

### Kirchengemeinde Weipertshofen
Die Kirchengemeinde Weipertshofen (ca. 650) umfasst den Ortsteil Weipertshofen mit den zugehörigen Weilern Gerbertshofen, Hochbronn, Käsbach, Klinglesmühle und Nestleinsberg sowie den Kernort und den Wohnplatz Siglershofen der Gemeinde Stimpfach. Kirchlich gehörte Weipertshofen zunächst zu Stimpfach. Nach der Reformation schlossen sich die meisten Bewohner dem neuen Glauben an. Sie wurden dann vom Pfarramt Westgartshausen betreut. Die mittelalterliche St. Georgskapelle des Ortes wurde im Dreißigjährigen Krieg zerstört, erhalten blieb nur der spätgotische Turmchor, der dann ab 1671 in die wiederaufgebaute Kirche integriert wurde. Der Turm wurde 1821 erneuert, das Schiff 1878 erweitert. 1892 wurde Weipertshofen eine eigene Pfarrei. 1968 wurde die Kirche völlig umgebaut. Im katholisch gebliebenen Hauptort Stimpfach zogen überwiegend erst nach dem Zweiten Weltkrieg evangelische Bewohner zu. Sie wurden der Kirchengemeinde Weipertshofen zugeordnet. Die zu Stimpfach gehörigen Weiler gehören teilweise auch zu den Kirchengemeinden Rechenberg und Honhardt.

### Kirchengemeinde Westgartshausen
Die Kirchengemeinde Westgartshausen (ca. 800) umfasst den Stadtteil Westgartshausen und die zugehörigen Weiler Lohr, Neuhaus, Mittelmühle, Ofenbach, Osshalden, Schüttberg, Wegses und Wittau der Stadt Crailsheim. Bereits um 1250 wird eine Wallfahrtskirche zu Unserer Lieben Frau genannt, die mit päpstlichem Ablass ausgestattet wurde. Das Patronat besaßen die Herren von Lohr, ab 1303 die Grafen von Flügelau. Über Hohenlohe gelangte es schließlich an Ansbach. Nach der Reformation wurde die Kirche evangelische Pfarrkirche. Die Kirche mit spätmittelalterlichem Turmchor hat ein Kreuzrippengewölbe. Das flach gedeckte Schiff wurde 1610/11 erbaut. Im Innern ist ein Flügelaltar sowie Grabdenkmäler aus dem 17. und 18. Jahrhundert erhalten.
Durch Bekanntmachung des Oberkirchenrats vom 12. Januar 1956 gab es einen kleinen Gebietsaustausch der benachbarten Kirchengemeinde Waldtann zugunsten der Kirchengemeinde Westgartshausen.

### Kirchengemeinde Wildenstein

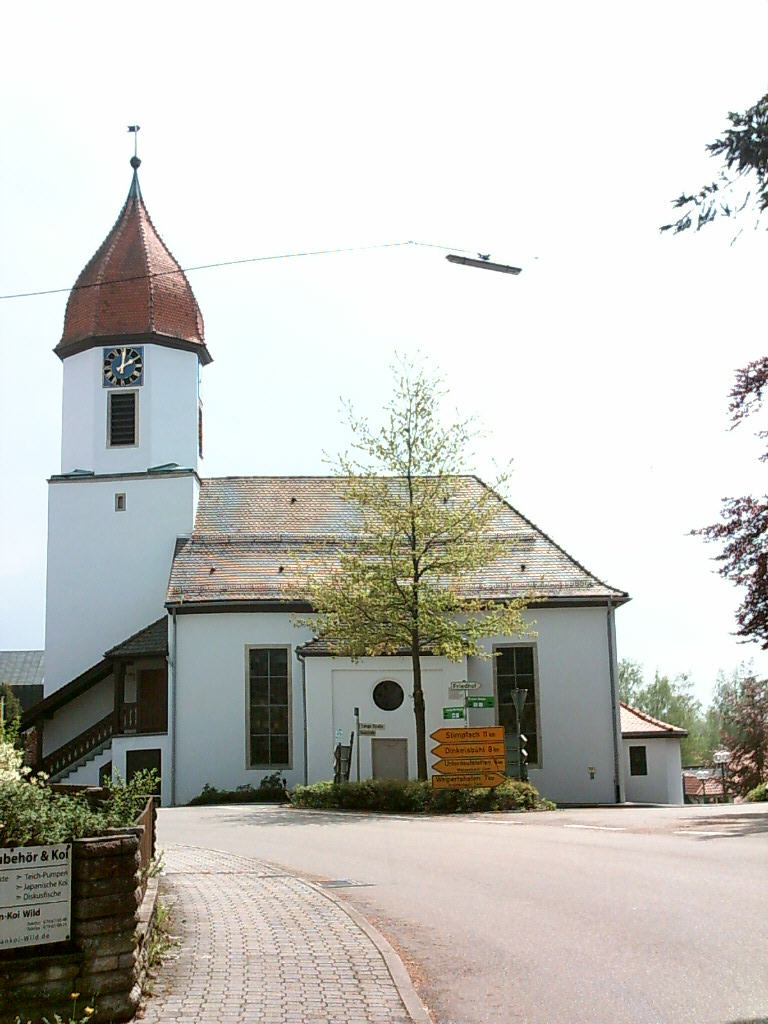
Evang. Kirche Fichtenau-Wildenstein

Die Kirchengemeinde Wildenstein (ca. 1.300) umfasst die Ortsteile Wildenstein, Wäldershub mit Völkermühle und Großenhub mit Zankhof sowie den Ortsteil Lautenbach und die meisten seiner zugehörigen Weiler der Gemeinde Fichtenau. Zusätzlich gehört zur Kirchengemeinde schon seit vorwürttembergischer Zeit die Ortschaft Steinbach am Wald der heutigen Gemeinde Stimpfach. Kirchlich gehörte Wildenstein zunächst zur Pfarrei Weidelbach (heute Bayern). Ansbach führte 1561 die Reformation ein und errichtete 1591 eine eigene Pfarrei. Ab 1628 konnte teilweise die Gegenreformation Fuß fassen, doch wurde 1668 wieder eine evangelische Pfarrei durch die Rittergutsbesitzer gegründet. Die Pfarrei bestand dann auch nur aus den zum Rittergut Wildenstein gehörigen Ortschaften Wildenstein, Gunzach, Rötlein und Neustädtlein. Aus der mittelalterlichen Martinskapelle aus dem Jahr 1583 wurde 1765 die heutige Kirche erbaut, 1827/28 erweitert und neu ausgestattet. Der Kirchengemeinde wurden erst nach der württembergischen Besitzergreifung ab 1810 die Ortschaften Wäldershub und Großenhub mit Ortsteilen zugeschlagen. Wäldershub gehörte noch bis 1811 zur (jetzt bayerischen) Pfarrei Weidelbach, die bis dahin auch eine Schule in Wäldershub unterhielt. Der westlich des Rothbachs gelegene Teil von Wäldershub war ursprünglich Teil der Pfarrei Stimpfach, in der aber die Reformation nie vollzogen wurde. Die letzte große Baumaßnahme wurde in den Jahren 1911/12 vollzogen. Die Kirche besitzt mehrere Grabdenkmäler der Hofer von Lobenstein aus dem 17. und 18. Jahrhunderts.

## Archivquellen
- Bestand: Visitationsberichte.   Landeskirchliches Archiv Stuttgart. 1581–1822.   Signatur: A 1.
- Bestand: Kirchenvisitationsakten.   Hauptstaatsarchiv Stuttgart. ca. 1601–1840.   Signatur: A 281.
- Bestand: Ortsakten [mit Digitalisaten der Pfarrbeschreibungen und Pfarrberichte (darin u. a.: Chronik, Filialverhältnisse)].   Landeskirchliches Archiv Stuttgart. ca. 1550–1923.   Signatur: A 29.
- Bestand: Ortsakten [mit Digitalisaten der Pfarrberichte (darin u. a.: Filialverhältnisse)].   Landeskirchliches Archiv Stuttgart. ca. 1924–1966.   Signatur: A 129.
- Bestand: Ortsakten [mit Visitationsberichten].   Landeskirchliches Archiv Stuttgart. ca. 1967–1989.   Signatur: A 229.
- Archivgut: Dekanatsarchive.   Landeskirchliches Archiv Stuttgart.   Signatur: F-Bestände.
- Archivgut: Pfarrarchive.   Landeskirchliches Archiv Stuttgart.   Signatur: G-Bestände.